# Mead (Colorado)
Mead es un pueblo ubicado en el condado de Weld en el estado estadounidense de Colorado. En el Censo de 2010 tenía una población de 3405 habitantes y una densidad poblacional de 135,56 personas por km². Es la ciudad natal de la actriz y cantante Rachel Crow (n. 1998).

## Geografía
Mead se encuentra ubicado en las coordenadas 40°13′47″N 104°59′20″O / 40.22972, -104.98889. Según la Oficina del Censo de los Estados Unidos, Mead tiene una superficie total de 25.12 km², de la cual 24.95 km² corresponden a tierra firme y (0.65%) 0.16 km² es agua.

## Demografía
Según el censo de 2010, había 3.405 personas residiendo en Mead. La densidad de población era de 135,56 hab./km². De los 3.405 habitantes, Mead estaba compuesto por el 92.22% blancos, el 0.21% eran afroamericanos, el 0.59% eran amerindios, el 1.41% eran asiáticos, el 0.03% eran isleños del Pacífico, el 3.08% eran de otras razas y el 2.47% pertenecían a dos o más razas. Del total de la población el 9.4% eran hispanos o latinos de cualquier raza.